# Araneus grossus
Araneus grossus es una especie de araña del género Araneus, tribu Araneini, familia Araneidae. Fue descrita científicamente por C. L. Koch en 1844.
Se distribuye por Francia, Kazajistán, Federación Rusa, Italia, España, Grecia, Bulgaria, Brasil, Portugal, Afganistán, Alemania, Georgia, Croacia, Hungría, Kirguistán, Montenegro, Macedonia del norte, Ucrania y Kosovo. La especie se mantiene activa durante los meses de enero, marzo, abril, mayo, junio, julio, agosto y octubre.